# 891年大彗星
891年大彗星（Great Comet of 891），正式命名為X/891 J1，是一顆891年肉眼可見的彗星。由於其非凡的亮度，它被認為是大彗星之一。

## 觀測紀錄
11世紀的中國編年史《新唐書》紀錄：891年5月12日，大熊座出現一顆“掃帚星”。它向東穿過大熊座，經過大角星，進入巨蛇座區域，尾巴長超過100°。人們觀察彗星直到7月5日。
這顆彗星也多次出現在其他編年史中。日本人在18世紀史書中記錄5月11日的“客串明星”，伊本·阿烏茲伊(Ibn al-Ǧawziyy)的穆斯林編年史與伊本‧阿提爾皆對該彗星留下紀錄。
一些歐洲文獻報導，這顆彗星出現在5月10日至12日期間，包含伍斯特約翰的英文文獻《Chronicon ex Chronicis》、12世紀的盎格魯撒克遜編年史《Chronica maiora》以及13世紀馬修·帕里斯（Matthew Paris）的《Chronica maiora》。
其他歐洲文獻，如10世紀的瑞士文獻《Annales Alamannici》和比利時文獻《Annales Laubacenses》以及12世紀的德國文獻《Annales Corbeienses》，都記錄下891年大彗星和日食。891年8月8日，歐洲法國、瑞士、義大利東北部和巴爾幹半島上空發生了日環食。